# Орля-Ошменец, Фердинанд Францевич
Фердинанд Францевич Орля-Ошменец (пол. Ferdynand Orla-Oszmieniec; 1775, Новогрудское воеводство, Речь Посполитая — 1847, Житомир, Волынская губерния, Российская империя) — российский педагог, русский и польский писатель, директор Курской мужской гимназии (1810—1813), издатель первого орловского журнала «Друг россиян».

## Биография
Фердинанд Францевич Орля-Ошменец происходил из небогатой шляхетской семьи из деревни Ошмянцы. Отец Франц (Францишек) Ошменец герба Орля, волковысский конюший, один из подписавших акт об избрании Станислава Августа польским королём. 
По окончании курса в Полоцком иезуитском коллегиуме вступил в службу Русской императорской армии, откуда ушёл в отставку в 1796 году. Был учителем сначала в Динабургском уездном училище, затем в Витебском и Оршанском. Работал секретарём у графа А. И. Илинского, а с 1 августа 1808 года стал профессором в Романовском институте глухонемых. В 1800 году он перешёл учителем в Полоцкое училище, в следующем — в Рогачёвское, в 1805 году — в Каменецкое, откуда в 1808 году — в Курскую гимназию, где в 1810—1813 годах также являлся директором, а в 1813 году — в Орёл, где преподавал статистику, историю, географию, древности, мифологию и «учёность римско-латинского языка».
В Орле Фердинанд Францевич составил «Историческое описание города Орла и всей Орловской губернии», но труд остался в виде рукописи. Здесь же были составлены два периодических издания, которые печатались в Москве: «Друг россиян и их единоплеменников обоего пола или Орловский журнал на 1816 год» (вышло 6 книг) и «Отечественный памятник, посвящений дружелюбному соединению российских и польских народов» (вышло три книжки в 1817—1818 годах). Оба издания имели своею целью «утвердить в вечном союзе непоколебимого дружества умы и сердца славяно-российских и польских народов чрез посредство их просвещения и добродетели»; для достижения этой цели издатель наполнял свои издания собственными сочинениями (большей частью речами) и «приятно-сокращенными сочинениями разных славнейших авторов». Однако широкая программа сводилась к тому, что оба издания представляли по преимуществу перепечатки соответствующих духу журнала отрывков в стихах и прозе, в большинстве случаев малосодержательных, из разных русских, польских и других писателей. Большинство сочинений Орля-Ошменца, подробно перечисленных в первой книге «Отечественного памятника», не видело света. 
«Друг россиян» стал первым орловским периодическим изданием, которое (как и «Отечественный памятник») было обязано своему появлению финансовой поддержке графа С. М. Каменского. С переездом в Могилёв Орля-Ошменец лишился этой поддержки и в 1818 году издание журналов прекратилось.
В августе 1817 года переехал из Орла в Могилёв, где состоял недолго преподавателем гимназии по предмету польской, латинской словесности, а в 1818 году был переведён учителем истории, права, латинского и русского языков в Молодечненское училище. В 1819 году, посещая Фердинанда Францевича, О. П. Твардовский заявил, что, хотя Орля-Ошменец уделял слишком много внимания методам запоминания, он «превосходно преподавал» русский язык, а также, что обладал «особыми навыками» преподавания польской и русской литературы. В 1821 году стал учителем словесности, права и истории в Житомирском уездном училище, где проработал до 1827 года, а затем вышел в отставку. После чего работал библиотекарем в Житомирской публичной библиотеке.

## Семья
Фердинанд Францевич Орля-Ошменец был женат на Екатерине Ивановне Спеваковской. В их браке родились: Клементина (род. 1808), Эмилия (род. 1810) и Валериан (род. 1817).